# Gervasio Colombres
Gervasio Ramón Carlos Colombres (Rosario, 30 de julio de 1926- La Plata, 6 de febrero de 1978) fue un abogado argentino, que se desempeñó como ministro de Justicia de la Nación Argentina entre 1972 y 1973 durante el gobierno de facto de Alejandro Agustín Lanusse.

## Biografía
Hijo de Carlos Gervasio Ramón de los Milagros Colombres Ortíz y María Elena Araya Sugasti. Estudió abogacía en la Facultad de Derecho y Ciencias Sociales de la Universidad de Buenos Aires (UBA), graduándose en 1949. Su tesis de doctorado, titulada La expresión de la voluntad en las sociedades anónimas, fue aprobada en 1953.
En la UBA fue profesor adjunto de derecho comercial y profesor titular de la misma materia en la Pontificia Universidad Católica Argentina Santa María de los Buenos Aires.
Fue asesor de gabinete del ministro de Justicia Jaime Perriaux, del ministro de Defensa Eduardo Aguirre Obarrio y del ministro de Bienestar Social Francisco Manrique. Fue miembro y representante de Argentina en la Comisión de las Naciones Unidas para el Derecho Mercantil Internacional.
En julio de 1972, el presidente de facto Alejandro Agustín Lanusse lo designó ministro de Justicia de la Nación. En agosto de 1972 quedó interinamente a cargo del Ministerio de Bienestar Social, tras la renuncia de Manrique. Permaneció frente al Ministerio de Justicia hasta el final del gobierno de Lanusse.

## Obras
- Curso de derecho societario. Editorial Abeledo Perrot (1964).[6]
- La teoría del órgano en la sociedad anónima. Editorial Abeledo Perrot (1964).[7]